# Charles-Olivier Roussel
Pour les articles homonymes, voir Roussel.
Charles-Olivier Roussel (né le 13 septembre 1991 à Saint-Eustache au Québec) est un joueur canadien de hockey sur glace.

## Biographie

### Carrière dans la LHJMQ
Il débute dans la LHJMQ avec les Cataractes de Shawinigan en 2007. Il est choisi au cours repêchage d'entrée dans la LNH 2009 par les Predators de Nashville au 42e rang au total. Pendant l'été 2010, il est échangé au Junior de Montréal. Il participe avec la sélection LHJMQ à la Super Série Subway en 2009 et 2010. Il est échangé le 4 octobre 2011 au Sea Dogs de Saint-Jean contre un choix de 5e ronde au repêchage de 2012 et leur choix de 1re ronde en 2013 à Blainville-Boisbriand. Il remporte la Coupe du président (LHJMQ) avec Saint-Jean.

### Carrière professionnelle
Pour la saison 2012-13, Roussel évolue avec les Cyclones de Cincinnati dans l'East Coast Hockey League, un club-école du club-école des Predators, les Admirals de Milwaukee. Il est rappelé, en novembre 2012, par le club-école des Predators de Nashville, les Admirals de Milwaukee.

## Statistiques
| Saison    | Équipe                       | Ligue        |    | Saison régulière | Saison régulière | Saison régulière | Saison régulière | Saison régulière |   | Séries éliminatoires | Séries éliminatoires | Séries éliminatoires | Séries éliminatoires | Séries éliminatoires |
| Saison    | Équipe                       | Ligue        | PJ | B                | A                | Pts              | Pun              | PJ               | B | A                    | Pts                  | Pun                  |                      |                      |
| 2007-2008 | Cataractes de Shawinigan     | LHJMQ        | 50 | 3                | 13               | 16               | 28               | 5                | 1 | 2                    | 3                    | 2                    |                      |                      |
| 2008-2009 | Cataractes de Shawinigan     | LHJMQ        | 68 | 11               | 33               | 44               | 77               | 21               | 5 | 13                   | 18                   | 14                   |                      |                      |
| 2009-2010 | Cataractes de Shawinigan     | LHJMQ        | 64 | 15               | 36               | 51               | 70               | 6                | 0 | 1                    | 1                    | 4                    |                      |                      |
| 2010-2011 | Junior de Montréal           | LHJMQ        | 59 | 5                | 25               | 30               | 46               | 10               | 1 | 3                    | 4                    | 10                   |                      |                      |
| 2011-2012 | Sea Dogs de Saint-Jean       | LHJMQ        | 58 | 13               | 27               | 40               | 65               | 17               | 3 | 12                   | 15                   | 23                   |                      |                      |
| 2012-2013 | Cyclones de Cincinnati       | ECHL         | 40 | 6                | 11               | 17               | 42               | 17               | 1 | 4                    | 5                    | 12                   |                      |                      |
| 2012-2013 | Admirals de Milwaukee        | LAH          | 17 | 0                | 1                | 1                | 15               | -                | - | -                    | -                    | -                    |                      |                      |
| 2013-2014 | Admirals de Milwaukee        | LAH          | 66 | 4                | 13               | 17               | 19               | 3                | 0 | 0                    | 0                    | 2                    |                      |                      |
| 2014-2015 | Grizzlies de l'Utah          | ECHL         | 7  | 1                | 3                | 4                | 2                | -                | - | -                    | -                    | -                    |                      |                      |
| 2014-2015 | Road Warriors de Greenville  | ECHL         | 19 | 0                | 5                | 5                | 10               | -                | - | -                    | -                    | -                    |                      |                      |
| 2014-2015 | Isothermic de Thetford Mines | LNAH         | 11 | 2                | 10               | 12               | 20               | 16               | 1 | 8                    | 9                    | 16                   |                      |                      |
| 2015-2016 | Admirals de Norfolk          | ECHL         | 41 | 2                | 18               | 20               | 24               | -                | - | -                    | -                    | -                    |                      |                      |
| 2015-2016 | HC '05 Banská Bystrica       | Extraliga    | 9  | 2                | 2                | 4                | 8                | 8                | 1 | 1                    | 2                    | 6                    |                      |                      |
| 2016-2017 | Ducs d'Angers                | Ligue Magnus | 18 | 1                | 3                | 4                | 37               | -                | - | -                    | -                    | -                    |                      |                      |
| 2016-2017 | Assurancia de Thetford       | LNAH         | 10 | 1                | 5                | 6                | 6                | 1                | 0 | 0                    | 0                    | 0                    |                      |                      |
| 2017-2018 | Assurancia de Thetford       | LNAH         | 8  | 1                | 3                | 4                | 0                | -                | - | -                    | -                    | -                    |                      |                      |
| 2017-2018 | Anglet hormadi élite         | Division 1   | 8  | 2                | 5                | 7                | 47               | 11               | 5 | 7                    | 12                   | 24                   |                      |                      |
| 2018-2019 | Pétroliers du Nord           | LNAH         | 12 | 1                | 3                | 4                | 13               | -                | - | -                    | -                    | -                    |                      |                      |